# 栄光のエンブレム
『栄光のエンブレム』（原題: Youngblood）は、1986年のアメリカ合衆国の映画。アイスホッケーのプロ選手を目指す青年を描いた青春映画。主演は『アウトサイダー』のロブ・ロウ、パトリック・スウェイジ。

## 製作
監督は後にテレビシリーズ『CSI:科学捜査班』を監督したピーター・マークルが行った。
製作総指揮は『レインマン』『バットマン』など数多くの作品で組んでいる、ピーター・グーバーとジョン・ピーターズが行った。
撮影は『プロテクター』『ザ・フライ』で撮影監督を手掛けたマーク・アーウィンが行い、1986年のカナダ撮影監督協会賞(C.S.C.)で、最優秀撮影賞を獲得した。

## ストーリー
カナダの農場で育ったディーン（ロブ・ロウ）は、アイスホッケーのプロ選手になることを夢みていた。
しかし、彼の父（エリック・ネステレンコ）は兄のケリーが以前、試合中に片目を失明したことがあるため、ディーンがプロを目指すことに反対していた。
ところが、ディーンの才能を見抜いていたケリーは、父に内緒でディーンを"ムスタングス"への入団テストに参加させる。
最終選考には、ディーンとラフプレイが得意のラツキが残り、結果はディーンが合格、ラツキはムスタングのライバルチームに入る。
ディーンはムスタングのエース、サットン(パトリック・スウェイジ)と親友になり切磋琢磨する。
また、監督の娘ジェシー（シンシア・ギブ）と恋に落ちる。
リーグ戦が始まり、ムスタングスは順調に勝ち進んでいく。ところが、ラツキの所属するライバルチームとの対戦で、エースのサットンがラツキのひどいラフプレイを受け、チームは惨敗しサットンは再起不能の大怪我を負う。
監督は「勝たなければ意味がない」と叱咤するが、ディーンはそれに反論し故郷のカナダへ帰ってしまう。
故郷の農場へ戻ると、以前はプロ入りを頑なに反対していた父が、スティックを手に氷上に立つ。
実は父のブレーンは、元NHLのプロ選手であり、ディーンにアイスホッケーは氷上の格闘技であることや、恐怖に勝たなければ試合に勝てない事、そして汚いプレイにも対抗できる秘策を教える。
ディーンは父から授かった秘策を胸に、優勝をかけた最終戦へ出場する。

## 登場人物
ディーン・ヤングブラッド
演 - ロブ・ロウ
主人公の青年。カナダの農家出身。アイスホッケーのプロを目指し、"ムスタングス"に入団する。熱き闘魂をもった若者だが、清廉すぎる性格から反則やラフプレイに弱い。サットンの負傷試合で挫折し帰郷するが、プロ入りを断固反対していた父の指導を受け、最終戦でリベンジを図る。
デレク・サットン
演 - パトリック・スウェイジ
"ムスタングス"のエース。ディーンの友人でもある。試合中にラツキのラフプレーを受け重症を負う。
ジェシー・チャドウィック
演 - シンシア・ギブ
ディーンの恋人。マレイ監督の娘。"ムスタングス"の雑用などをこなし父を手伝う。
マレイ・チャドウィック
演 - エド・ローター
"ムスタングス"の監督。
ブレーン・ヤングブラッド
演 - エリック・ネステレンコ
ディーンの父。元プロホッケー選手。長男ケリーが試合で事故に合い、ディーンのプロ入りに反対するが、挫折して帰郷したディーンに、プロホッケー選手の極意を指南する。
カール・ラツキ
演 - ジョージ・J・フィン
ディーンのライバル。"ムスタングス"入団試験の最終選考をディーンと争うが敗れる。ライバルチームに所属し、悪質なプレイでサットンを負傷させる。
ケリー・ヤングブラッド
演 - ジム・ヤング
ディーンの兄。試合中の事故で片目の視力を失っている。父に内緒でディーンに"ムスタングス"の入団テストを受けさせる。
ヒーバー
演 - キアヌ・リーブス
"ムスタングス"のメンバー。ゴールキーパー。

## その他
- 元プロ選手でディーンの父親役を演じたエリック・ネステレンコは、実際にNHLシカゴ・ブラックホークで長年プレイした元プロホッケー選手である[3]。
- ジェシカ・スティーンは、サットンのガールフレンド役として2週間撮影シーンに加わるが、彼女の登場場面は全てカットされた[3]。なお、ジェシカとキアヌ・リーブスは、同年に公開された映画『リンゼイ・ワグナーのヤング・アゲイン』、『ドリーム・トゥ・ビリーヴ』にて共演している。
- ゴールキーパーを演じたキアヌ・リーブスは、高校時代のアイスホッケーチームで実際にゴールキーパーをやっており、"The Wall"というニックネームが付けられた[4]。

## 関連商品
- VHSが1990年3月21日、ワーナー・ホーム・ビデオより発売・販売された。
- DVDが2004年5月28日、20世紀フォックス ホーム エンターテイメント ジャパンより発売・販売された。